# Coussarea megistophylla
Coussarea megistophylla är en måreväxtart som beskrevs av Paul Carpenter Standley. Coussarea megistophylla ingår i släktet Coussarea och familjen måreväxter. Inga underarter finns listade i Catalogue of Life.